# Верхошижемский район
Верхошижемский район — административно-территориальная единица (район) и муниципальное образование (муниципальный район) в центре Кировской области России.
Административный центр — посёлок городского типа Верхошижемье.

## География
Площадь — 2415 км². Основные реки — Шижма, Суводь, Ивкина, Кишкиль.
На юго-востоке района находится наивысшая точка Вятского Увала высотой 284,5 м над уровнем моря.

## История
Верхошижемский район образован Декретом ВЦИК от 8 июня 1929 года в составе Вятского округа Нижегородского края. В него вошли территории бывших Верхошижемской и части селений Кожинской, Коршикской и Посадкой волостей Халтуринского уезда и Кумёнской волости Вятского уезда. С 1934 года район — в составе Кировского края, с 1936 года — Кировской области. 14 ноября 1959 года Верхошижемский район был упразднён, а его территория включена в Оричевский район. 30 декабря 1966 года район был восстановлен.
С 1 января 2006 года согласно Закону Кировской области от 07.12.2004 № 284-ЗО на территории района образованы 11 муниципальных образований: 1 городское и 10 сельских поселений (Верхошижемское городское поселение, Верхолиповское, Вороньевское, Зоновское, Калачиговское, Косинское, Мякишинское, Пунгинское, Среднеивкинское, Сырдинское, Угорское сельские поселения).
Законом Кировской области от 27 июля 2007 года № 151-ЗО Вороньевское и Среднеивкинское сельские поселения объединены в Среднеивкинское сельское поселение с административным центром в селе Среднеивкино.
Законом Кировской области от 30 апреля 2009 года № 369-ЗО Верхошижемское городское поселение и Верхолиповское сельское поселение объединены в Верхошижемское городское поселение с административным центром в посёлке городского типа Верхошижемье.

## Население
| 1939   | 1970    | 1979    | 1989    | 2002    | 2009    | 2010  | 2011  | 2012  |
| ------ | ------- | ------- | ------- | ------- | ------- | ----- | ----- | ----- |
| 34 977 | ↘14 002 | ↘12 774 | ↗12 891 | ↘10 878 | ↘10 489 | ↘9483 | ↗9484 | ↘9416 |
| 2013   | 2014    | 2015    | 2016    | 2017    | 2018    | 2019  | 2020  | 2021  |
| ↘9200  | ↘9126   | ↘9023   | ↘8934   | ↘8800   | ↘8612   | ↘8385 | ↘8300 | ↘7273 |

## Населённые пункты
| №  | Населённый пункт | Тип     | Население |
| -- | ---------------- | ------- | --------- |
| 1  | Бабичи           | деревня | 2         |
| 2  | Безденежные      | деревня | 45        |
| 3  | Бережные у реки  | деревня | 0         |
| 4  | Большие Блины    | деревня | 0         |
| 5  | Большие Кулики   | деревня | 126       |
| 6  | Большие Медянцы  | деревня | 0         |
| 7  | Верхолипово      | село    | 179       |
| 8  | Верхошижемье     | пгт     | 3609      |
| 9  | Воронье          | деревня | 271       |
| 10 | Воскресенцы      | деревня | 1         |
| 11 | Высоково         | деревня | 1         |
| 12 | Вьюги            | деревня | 0         |
| 13 | Глинное          | деревня | 0         |
| 14 | Гребени          | деревня | 3         |
| 15 | Желтые           | село    | 20        |
| 16 | Захаровшина      | деревня | 5         |
| 17 | Зониха           | село    | 314       |
| 18 | Илгань           | село    | 109       |
| 19 | Ирдым            | деревня | 3         |
| 20 | Исуповы          | деревня | 128       |
| 21 | Кадесниково      | деревня | 7         |
| 22 | Казань           | деревня | 2         |
| 23 | Калачиги         | деревня | 707       |
| 24 | Кармановы        | деревня | 0         |
| 25 | Кикиморки        | деревня | 12        |
| 26 | Ключи            | деревня | 0         |
| 27 | Конопли          | деревня | 0         |
| 28 | Коробовщина      | деревня | 8         |
| 29 | Косино           | село    | 228       |
| 30 | Котельное        | деревня | 0         |
| 31 | Кручина          | деревня | 0         |
| 32 | Лесничество      | деревня | 31        |
| 33 | Лена             | деревня | 0         |
| 34 | Логушины         | деревня | 2         |
| 35 | Максаки          | деревня | 32        |
| 36 | Малые Блины      | деревня | 0         |
| 37 | Морозы           | деревня | 3         |
| 38 | Москва           | деревня | 10        |
| 39 | Мулы             | деревня | 0         |
| 40 | Мулы             | деревня | 0         |
| 41 | Мякиши           | село    | 483       |
| 42 | Осиновица        | деревня | 144       |
| 43 | Осколки          | деревня | 7         |
| 44 | Песок            | деревня | 3         |
| 45 | Поповщина        | деревня | 3         |
| 46 | Починок          | деревня | 1         |
| 47 | Пунгино          | деревня | 363       |
| 48 | Рамеши           | деревня | 0         |
| 49 | Саватеевы        | деревня | 1         |
| 50 | Самосуды         | деревня | 4         |
| 51 | Свобода          | деревня | 4         |
| 52 | Сизые            | деревня | 4         |
| 53 | Ситники          | деревня | 0         |
| 54 | Скородум         | деревня | 38        |
| 55 | Сороки           | деревня | 9         |
| 56 | Сосняги          | деревня | 0         |
| 57 | Среднеивкино     | село    | 797       |
| 58 | Сутяга           | деревня | 74        |
| 59 | Сычево           | деревня | 24        |
| 60 | Сырда            | деревня | 459       |
| 61 | Тайник           | деревня | 0         |
| 62 | Тютюки           | деревня | 0         |
| 63 | Угор             | деревня | 426       |
| 64 | Устюги           | деревня | 9         |
| 65 | Хазы             | деревня | 0         |
| 66 | Чернеево         | деревня | 3         |
| 67 | Чикиши           | деревня | 0         |
| 68 | Чучаловы         | деревня | 12        |
| 69 | Шевели           | деревня | 0         |
| 70 | Шишкари          | деревня | 9         |

## Муниципальное устройство
С 2009 года в состав района входят 9 муниципальных образований:
1. Верхошижемское городское поселение,
2. Зоновское сельское поселение,
3. Калачиговское сельское поселение,
4. Косинское сельское поселение,
5. Мякишинское сельское поселение,
6. Пунгинское сельское поселение,
7. Среднеивкинское сельское поселение,
8. Сырдинское сельское поселение,
9. Угорское сельское поселение.

Всего на территории района насчитывается 73 населённых пункта.

## Председатели райисполкома
С 1929 по 1991 годы в райисполкоме председательствовали:
| Ф. И. О.                        | Время замещения должности    |
| ------------------------------- | ---------------------------- |
| Ведерников Тимофей Кононович    | июль 1929 – август 1930      |
| Пасынков Степан Георгиевич      | август 1930 – март 1932      |
| Сухов Николай Матвеевич         | март 1932 – март 1934        |
| Чушков Николай Степанович       | март 1934 – ноябрь 1935      |
| Русских Дмитрий Егорович        | ноябрь 1935 – декабрь 1939   |
| Смирнов Козьма Тимофеевич       | январь 1940 – июль 1944      |
| Шиляев Павел Петрович           | июль 1944 – март 1945        |
| Котельников Семен Ефимович      | март 1945 – сентябрь 1946    |
| Вавилкин Николай Иванович       | сентябрь 1946 – декабрь 1950 |
| Пономарев Василий Петрович      | декабрь 1950 – август 1953   |
| Казаков Федор Гаврилович        | август 1953 – май 1958       |
| Калашников Александр Васильевич | май 1958 – август 1959       |
| Штин Аркадий Макарович          | август – ноябрь 1959         |
| Скурихин Алексей Владимирович   | январь 1967 – апрель 1973    |
| Торопов Петр Федорович          | апрель 1973 – май 1979       |
| Ануфриев Игорь Григорьевич      | май 1979 – апрель 1987       |
| Вахонин Леонид Федорович        | апрель 1987 – октябрь 1988   |
| Пантюхин Николай Иванович       | октябрь 1988 – февраль 1990  |
| Вахонин Леонид Федорович        | март 1990 – декабрь 1991     |

## Культура
В Верхошижемье имеется краеведческий музей.

## Достопримечательности
- Церковь в селе Среднеивкино — одна из крупнейших в Кировской области, сейчас восстанавливается.
- В Среднеивкино находится пруд — крупнейший водоём Верхошижемского района.
- Воронье расположено вблизи наивысшей точки Вятского Увала.
- В с. Верхолипове сохранился храм во имя Святого апостола Иоанна Богослова (1820). Среди фресок выделяются тонким письмом Успение Божией Матери и Благовещение.
- Храм во имя Святой Троицы в центре пгт. Верхошижемье имеет двухвековую историю, но он значительно пострадал и внутри, и снаружи, купола совсем снесены. Летом 2009 года начаты восстановительные работы.
- В Верхошижемье регулярно проходят соревнования по лыжным гонкам. Лыжный комплекс «Шижма» включён во Всероссийский реестр объектов спорта 24 декабря 2018 года. По итогам 2021 года ежегодный лыжный марафон «Шижма» стал четвертым в рейтинге самых крупных лыжных марафонов России.
- В районе есть деревня под названием Москва.